# اعلامیه بی‌طرفی
اعلامیه بی‌طرفی (آلمانی: Neutralitätserklärung) بیانیه ای از سوی پارلمان اتریش بود که این کشور را برای همیشه در جنگ‌ها بی‌طرف معرفی می‌کرد. این قانون در ۲۶ اکتبر ۱۹۵۵ (پس از خروج تمامی نیروهای متفقین از این کشور) به عنوان بخشی از قانون اساسی اتریش توسط پارلمان به تصویب رسید.
بر اساس قطعنامه اول مجلس فدرال پارلمان پس از معاهده ایالتی اتریش، اتریش «بی‌طرفی دائمی خود را به خواست و میل خود» اعلام کرد. در بخش دوم این قانون آمده است: «در تمام زمان‌های آینده اتریش به هیچ اتحاد نظامی نخواهد پیوست و اجازه ایجاد هیچ پایگاه نظامی خارجی در خاک خود را نخواهد داد».

## تاریخ
به‌طور رسمی، این اعلامیه به‌طور داوطلبانه توسط جمهوری اتریش اعلام شد. از نظر سیاسی، این پیامد مستقیم اشغال متفقین توسط اتحاد جماهیر شوروی، ایالات متحده، بریتانیا، و فرانسه بین سال‌های ۱۹۴۵ و ۱۹۵۵ بود، که کشور توسط معاهده دولتی اتریش در ۱۵ مه همان سال از آن آزاد شد. اگر اتریش متعهد به اعلام بی‌طرفی پس از خروج نیروهای متحد از کشور نمی‌شد، اتحاد جماهیر شوروی حاضر نبود تا با پیمان دولتی موافقت کند و به اشغال این کشور پایان دهد.
از سال ۱۹۵۵، بی‌طرفی به عنصری عمیقاً ریشه‌دار در هویت اتریشی تبدیل شده است. یک نظرسنجی از مارس ۲۰۲۲ نشان داد که ۷۶ درصد مردم هوادار بی‌طرف ماندن اتریش هستند، در برابر آن تنها ۱۸ درصد مردم خواهان پیوستن این کشور به ناتو هستند.
عضویت اتریش در اتحادیه اروپا (یا سازمان‌های پیشین آن) به دلیل تعهد اتریش به بی‌طرفی موجود در قانون اساسی این کشور بحث‌برانگیز بود. اتریش تنها در سال ۱۹۹۵ همراه با دو کشور فنلاند و سوئد که در جنگ سرد نیز بی‌طرفی خود را اعلام کرده بودند، در پی یک رفراندوم الحاق به این بلوک پیوست.
در سال ۱۹۹۵، اتریش پس از پیوستن روسیه (به عنوان وارث شوروی) بالاخره تصمیم گرفت تا به برنامه مشارکت برای صلح ناتو پیوست.
در مارس ۲۰۲۳، سیاستمداران حزب آزادی در ابتدای سخنرانی رئیس‌جمهور وقت اوکراین، ولودیمیر زلنسکی در پارلمان اتریش در چهارصدمین روز تهاجم روسیه به اوکراین، از پارلمان خارج شدند. آنها استدلال کردند که این سخنرانی در نهایت بی‌طرفی موجود در قانون اساسی اتریش را نقض می‌کند و پلاکاردهایی با مضامین «فضایی برای بی‌طرفی» و «فضایی برای صلح» را روی میزهای خالی خود گذاشتند.
در سال ۲۰۲۳، اتریش به طرح سپر آسمان اروپا که در سال ۲۰۲۲ در واکنش به تهاجم روسیه به اوکراین ایجاد شد، پیوست. این پروژه یک سیستم دفاع موشکی اروپایی را تأمین می‌کند. دولت استدلال کرد که چون منابع آنها با کشورهای دیگر تلفیق می‌شود، پس پیوستن و همکاری با این طرح، نمی‌تواند نقض بی‌طرفی آنها بیان شود.

## همکاری‌های بین‌المللی
اتریش در مأموریت‌های حافظ صلح و سایر ماموریت‌های بشردوستانه که رهبری آنها را سازمان ملل برعهده دارد، شرکت می‌کند. از جمله این مشارکت‌ها می‌توان به موارد زیر اشاره کرد:
- نیروهای کوزوو با حداکثر ۵۶۱ سرباز. این مأموریت در کنار نیروهای ناتو است. از دیگر کشورهای حاضر در این مأموریت می‌توان به سوئیس اشاره کرد که همواره به عنوان کشوری بی‌طرف و پیرو صلح در سیاست خارجی خود شناخته شده است.
- EUFOR (SFOR سابق) در بوسنی و هرزگوین، از ۲ دسامبر ۲۰۰۴ تحت فرماندهی اتحادیه اروپا
- نیروی موقت سازمان ملل متحد در لبنان (یونیفل) در لبنان.

در سال ۲۰۲۳، اتریش (و سوئیس) به ائتلافی از کشورهای اروپایی، عمدتاً متحد ناتو، در طرح سپر آسمان اروپا (ESSI) پیوستند که پروژه‌ای برای ساخت یک سیستم دفاع هوایی یکپارچه با قابلیت موشک ضد بالستیک است تا آن را در اختیار اوکراین تحت تجاوز قرار دهند.

## کتابشناسی - فهرست کتب
- رولف اشتاینینگر: Der Staatsvertrag. Österreich im Schatten von deutscher Frage und Kaltem Krieg 1938-1955, 2005, 198 p. , (ناشر: StudienVerlag, Innsbruck-Wien-Bozen) - خلاصه به زبان انگلیسی
- مانفرید راخنشتاینر: استالین پلاتز ۴. Österreich unter alliierter Besatzung, 2005, 336 p. , (ناشر: Edition Steinbauer, Wien)
- قانون اساسی فدرال در مورد بی‌طرفی اتریش به زبان انگلیسی